# 小百合葉子
小百合 葉子（さゆり ようこ、1901年〈明治34年〉9月25日 - 1986年〈昭和61年〉1月13日）は、日本の劇団主宰者、女優。児童劇団「劇団たんぽぽ」の創立者、主宰者。戦前から戦中にかけて舞台、ラジオ、映画などで女優として活躍した。戦後においては、子供たちの笑顔を取り戻し、子供たちに夢と希望を与えるために児童劇団を主宰し、児童演劇に生涯を捧げた。「戦後児童演劇の生き証人」ともいわれる。本名、山下 みゑ。静岡県引佐郡都田村滝沢（後の浜松市浜名区滝沢町）出身。

## 生涯

### 少女期 - 20歳代
1901年（明治34年）、静岡県引佐郡都田村滝沢に誕生した。8歳のときに父と死別した。母は実家の川名村へ帰り、葉子は跡取りとして家に残った。大伯父や使用人らに囲まれて不自由ない生活であったが、母恋しさに家を出て、川名の母のもとへ身を寄せた。滝沢と川名は1里程度の距離であったため、葉子は双方の村を行き来して育った。

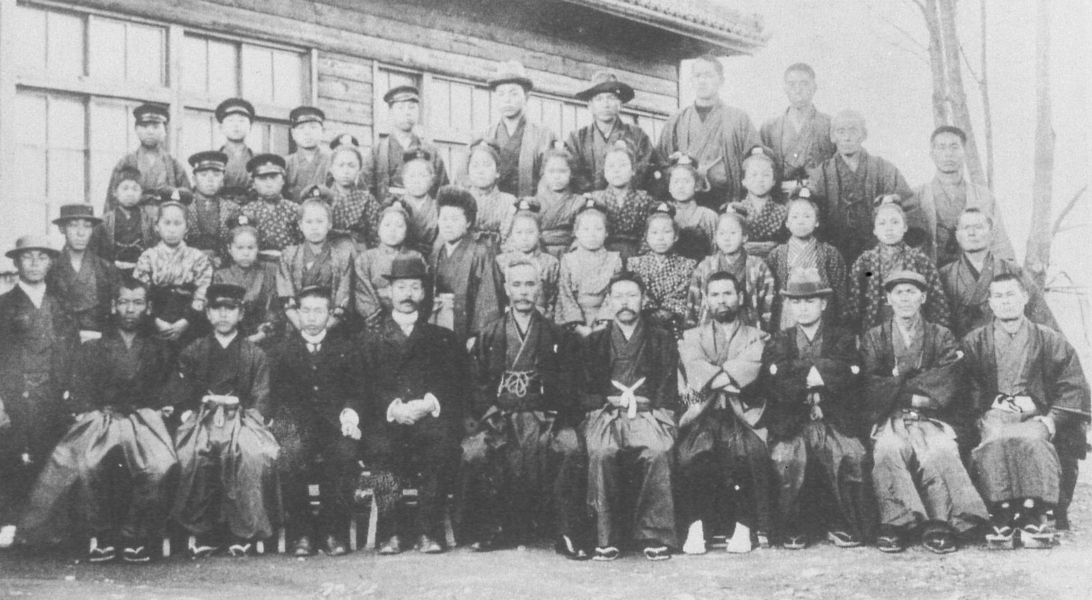
川名小学校の卒業時の集合写真。前から2列目、右から7人目が葉子。

小学校を卒業後の1914年（大正3年）、浜松市の西遠実科高等女学校（後の静岡県西遠女子学園）に入学した。女学校3年の頃、幼少時に孤独感を味わったことから、多くの子供たちを支える職業として教員を志した。しかし師範学校の受験のために役所から書類を取り寄せたところ、戸籍上での自分の登録が庶子であることが判明した。父は長男、母も男子のいない家の長女であり、互いに家の跡取り同士のために正式な結婚ができず、母は山下家の籍に入っていなかったのである。このために教員の道を諦めざるを得なかった。
葉子は失望し、将来を失った自分に勉強は不要として、すぐさま校長室に駆け込み、退学を申し出た。当時の校長である岡本巌が退学後の進路を尋ねると、葉子は「日本一の不良になります」と答えた。岡本は一考して、「卒業だけはしておきなさい。勉強しておけば、日本一どころか、世界一の不良にもなれる」と言った。この岡本校長の気転により葉子は反抗心が氷解し、退学を取消して通学を続けた。
この女学校在学中に、学校行事の一環で、浜松の歌舞伎座の芝居見物があった。当時の人気役者である川上音二郎らの一座が浜松を訪れており、演目は『桃太郎』であった。劇は子供のために作られたものであり、理解しやすく、面白おかしく作られていた。葉子は舞台に目を奪われ、呼吸すら忘れるほどに演劇の世界に惹きつけられ、劇が終わっても座席で呆然としていたほどであった。
女学校を卒業後、葉子に縁談が持ち上がった。しかし戸籍の問題に加えて、身内にハンセン病患者がおり、当時はハンセン病が遺伝子疾患と誤解されて恐れられていたことから、縁談は破談となってしまった。教員の夢も結婚の話も失った葉子は、自分の人生を自力で切り拓くべく、浜松から都会へ出ることを決心し、大阪へ出て大阪市役所に勤めた。当初は仮採用であったが、その真面目な勤務ぶりが認められ、いずれ正採用にとの話が進んだ。しかし、またも戸籍の問題が理由となり、正採用の話は取り消されてしまった。

### 自殺未遂 - 再起
1923年（大正12年）、すべてに絶望した葉子は、三重県の四日市へ旅立ち、林の中で睡眠薬のカルモチンを飲んで自殺を図った。しかし死にきれず、通行人に救助され、病院に収容された。
やがて春が訪れ、病院の庭には一面にタンポポの花が咲いていた。子供の頃にもタンポポをよく摘んで遊んでいたものの、殺風景な病室の光景とは対照的に、その庭のタンポポは、太陽の光を受けて星のように輝き、一段と華やいで見えた。葉子は一株のタンポポを病室に飾ろうと、庭で花畑の土を掘った。しかしタンポポの根は予想外に太く長く、掘り起こすことが到底できないことに驚いた。
葉子はこのとき、人に踏まれても力強く育ち、やがて美しい花を咲かせるタンポポのように、自らも苦境に負けず、逞しく生きることを誓った。このエピソードに因んで、後年に俳人の久保田万太郎から「たんぽぽの教えてくれし道の道」の句が葉子に贈られた。

### 演劇の道へ

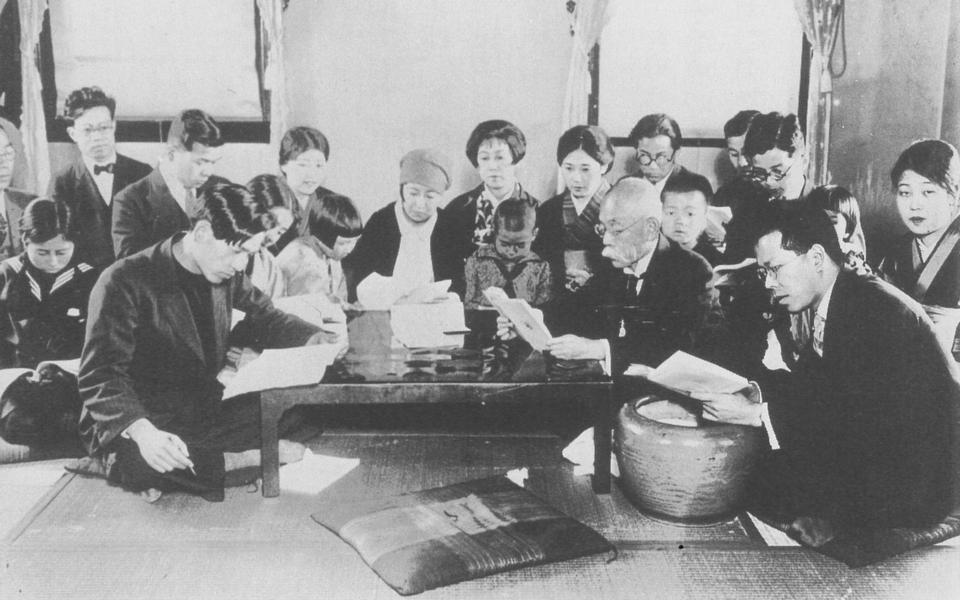
早稲田児童演劇研究会の勉強風景。前列右から2人目の髭を生やした男性が坪内逍遥、その左斜め後ろが葉子。

自殺すら考えるほどの苦境から再起した葉子は、女学校時代に見た川上音二郎らの舞台が心に甦り、演劇を目指した。演劇なら子供たちと共に過ごすことも、子供たちに夢を与えることもできるとの考えであった。1922年（大正11年）、葉子は演劇の勉強のため、東京在住の従兄弟を頼って上京した。当時の東京では大学ごとに演劇勉強会があり、新劇の勉強や合同の公演会が開催されていた。葉子は親戚を頼って住処を決めた後、先述の従兄弟が明治大学の学生であった縁で、明治大学駿台演劇学会に入会し、同会で研究中であった新劇に身を投じた。演劇を勉強しようとする若い女性も女優も少ない時代、同会でも葉子の入会は喜ばれた。
浜松の母からの仕送りで、日々の生活費の心配は不要であった。しかし葉子の演劇への志を知った母は、勘当同然の手紙を葉子に送り、仕送りを止めてしまった。当時は役者の職業が世間に理解されず、「河原乞食」と呼ばれて蔑まれていたためである。葉子は仕事を転々とした後、当時の東京ではカフェーが流行し始めたことから、渋谷駅近くのカフェーの女給を経て、新宿三丁目近くのカフェー「まるや・洋食店」で女給として働き始めた。「まるや」には、当時の売出し中の若い作家、画家、音楽家たちが毎日のように訪れており、葉子は彼らと関わりをもった。特に作家の舟橋聖一は葉子の接待ぶりを気に入り、同業だと知って、多方面にわたって葉子を助力した。葉子たちの研究会が舟橋の戯曲の上演を希望すれば、すぐに許可し、ときには自ら演出を引き受けるほどだった。同1923年、芸名の「小百合葉子」が名付けられた。
1929年（昭和4年）、劇作家の仲木貞一が、子供を喜ばせる演劇をしたいとの葉子の希望を知り、仲木の師である坪内逍遥に葉子を紹介した。葉子は坪内のもとを訪ねると、坪内の説く児童演劇の大切さ、児童演劇による子供たちの育成に非常に感銘を受け、その日のうちに坪内の主宰による早稲田児童演劇研究会に入会した。葉子は坪内を生涯の師と仰ぎ、坪内の没後も、命日の墓参を晩年までほとんど欠かすことは無かった。
翌1930年（昭和5年）より、葉子は新劇の舞台を踏み始めた。学生の趣味の範囲の演劇ではなく、本職の者たちによる舞台である。折しも東京ではいくつもの劇団ができ、詩人、劇作家、文学者、画家、音楽家などが多く関わる時代であった。その一方で、葉子は坪内との出逢いにより、次第に児童演劇へと傾倒していた。しかし演劇は自分1人ではなく、多くの人々の協力を必要とするため、すぐに実行に移すことはできずにいた。
1932年（昭和7年）、朝日新聞社の主宰により、故郷の浜松での公演で、葉子が主演を務めることになった。しかも場所は、かつて葉子が川上音二郎らの劇によりその魅力を知った、あの浜松の歌舞伎座であり、まさに晴れ舞台といえた。しかし葉子の母は依然として役者という職業を理解せず、実娘が浜松で劇をすることを拒み、各団体を困らせていた。そこへ葉子の恩師である母校の岡本校長が乗り出し、母に葉子の現在の職業が決して卑しいものではないことを語って説得し、ようやく母の許可を得ることができた。

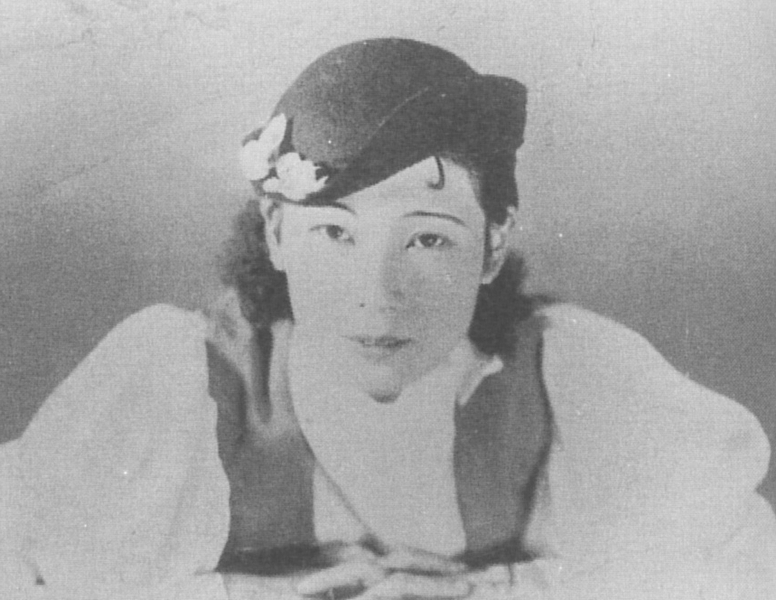
30歳頃

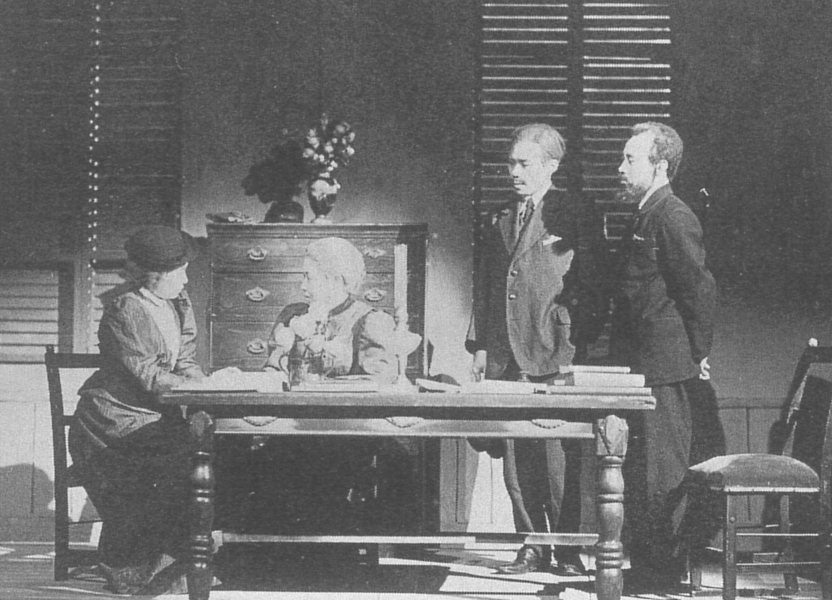
舞台『キュリー夫人』。左が葉子、中央は村瀬幸子。

また同1932年には、堀内敬三の指導による『カルメン』において、主役のカルメンを務めた。1934年（昭和9年）には真船豊作、久保田万太郎演出の舞台で、脇役ながらも東北弁を巧みに操ることで、一躍その存在を認められるに至った。
葉子は、自分たちの参加している新劇では収入が得られないため、カフェーの女給を続けつつ、様々な演劇の舞台に立った。映画やラジオドラマにも出演した。小柄であったために老女の役も務めた。老女の役を演じれば右に出る者はいないとの声もあった。『西遊記』の三蔵法師の役を務めたこともあった。中でも葉子が最も好んだものは、子供向けのラジオドラマであった。
この昭和初期から昭和10年代にかけ、葉子は蝙蝠座、さそり座、演技座、創作座などのいくつもの劇団に参加し、活動範囲を広げていった。30歳代を迎えて働き盛りとなった葉子は、映画やラジオの世界でも人気女優となり、新劇の舞台公演にもなくてはならない人材となっていた。1939年（昭和14年）から1940年（昭和15年）にかけての頃は、主に築地小劇場で多くの舞台に出演し、好評を博していた。葉子の友人でもある著述家の中村チエ子（中村メイコの母）によれば、ドレスや帽子で着飾った葉子が銀座を歩けば、すれ違う人々が「素敵ね、小百合葉子よ」と振り返るほどの人気であったという。私生活では主婦の友社の広告部員の男性と半同棲し、後に結婚した。
1941年（昭和16年）に結核を患い、熱海で療養の身となった。そして同年に太平洋戦争が開戦した。多くの若者が出征し、劇団も解散させられ、演劇など不可能な世になりつつあった。葉子も戦争を逃れ、夫の郷里を頼って、長野県松本市笹部へ疎開を強いられた。

### 劇団の旗揚げ
1945年（昭和20年）、太平洋戦争が終結した。日本が無条件降伏し、アメリカ軍に占領されたことで、日本では多くの人々が失望の顔を見せていた。葉子は、こんな時代こそ皆に明るい光を投げかけ、元気をつけさせるべく、女優としての自分が演劇で活動するべきと考えた。同1945年、葉子らの疎開先である長野県更級郡篠ノ井町（後の長野市）で、葉子らにより劇団「信濃芸術座」が結成された。後に舞台監督となる水品春樹も、当時の団員の1人であった。
同1945年秋には、信濃芸術座の第1回公演が開催された。敗戦からわずか1か月後であり、まだ演劇を楽しみたいと思うほど心に余裕のある人々は少なかった。葉子は失望せず、「活動を続ければ観劇に来てくれる人は増えるはず」と皆を励ました。その甲斐あって、翌1946年（昭和21年）2月2日の第2回公演は大成功を収めた。この公演直前に葉子の母が死去したが、葉子は滅入ることなく、劇団の活動を続けた。葉子は第2回の成功を糧とし、信濃芸術座の長野県の巡業を開始させた。敗戦から立ち直り、芸術や演劇などの美しいものに目を向けようという当時の風潮にあって、信濃芸術座はどこでも拍手喝采を受けた。
これに気を良くした葉子たちは、東京で演じていた新劇を上演した。しかし東京風の上品な新劇が地方の風潮に馴染みが薄かったことや、敗戦後の人々は芸術性よりも娯楽性を好んでいたことなどが理由で、上演は失敗した。その一方で、村から町へと回って歩く昔ながらの女剣劇は大流行していた。葉子たちは、誰が見ても理解でき、面白い劇をすることに努め、奈良県、広島県、大阪府と巡業の地を広げた。
しかし葉子は、このような商売目的や、単純に人々を楽しませるだけの劇なら、他の一座にもできるとして、芸術座の方向性に疑問を抱いた。かつて坪内逍遥に教わったように、子供を喜ばせる役者を目指すことを考えた。そして葉子は信濃芸術座の解散、劇団の改組を決心した。あちこちで見掛けられた戦災孤児の姿も、葉子の児童演劇への想いを強くした。この最中の1946年（昭和21年）、夫の女性問題から離婚した。

### 劇団たんぽぽの誕生
1946年（昭和21年）12月26日、葉子たちは巡業を終えて長野に帰り着いた。その年の内に信濃芸術座は解散し、葉子を中心として、児童劇団「劇団たんぽぽ」として再結成された。かつて葉子が入院中に目にしたように、踏まれても枯れず、強く美しく育ち、数々の種を風に乗せて広めてゆく、タンポポのような劇団になりたいと願っての命名である。
翌1947年（昭和22年）4月20日、篠ノ井町で、劇団たんぽぽの旗揚げ公演が行われた。演目は小山内薫の翻案によるイギリスの児童劇『そら豆の煮えるまで』、山本有三による『海彦山彦』、そして葉子自身の原作による人形劇『かくれんぼ』であった。客席で身を乗り出し、真剣に見入る子供たちを前にして、葉子は力を込めて、『そら豆の煮えるまで』の主人公の少年を演じきった。
未だ敗戦の色の残る日本では、母に連れられて劇場に来ることのできない子供も大勢いた。そこで葉子は、自分たちから子供たちのもとへ出向き、方々の学校を借りて劇を演じた。自動車の購入にも不自由する当時、葉子たちは演劇道具の一切をリュックサックに詰め込んで背負い、列車と徒歩だけであちこちの学校を回り、時には講堂で、時には教室で劇を演じた。
興行の資金を得るために、葉子は自分の持ち物で価値のあるものは次々に売り払った。演劇の傍らで、化粧品の行商も行なった。自前の衣服は次々に舞台衣装に仕立て直し、帽子や食器など身の回りのものは何もかもが舞台の小道具となった。母のように一座を支える葉子を、劇団員たちはいつしか「おふくろさん」と呼んで慕うようになり、葉子もまた団員たちに我が子同然に接していた。団員たちは葉子を母または姉のように慕った。「おふくろの部屋だけは綺麗で落ち着いたものを」との配慮で、道場に葉子のために団長室を設け、自分たちは舞台に布団を敷きつめて寝ていた。
葉子たちの苦心しての興業につれ、その評判は次第に広がっていった。長野県内はもちろん、東京、静岡、岐阜などにも呼ばれるようになった。少年院や鑑別所での慰問も多かった。このために少年院や鑑別所を出て、親の手に負えない子供が、葉子のもとに預けられることも多くなった。この子供たちは、劇団内で悪事を働く者も何人かいたものの、多くは劇団の仲間として、生きる希望を見つけていった。当時の葉子は「演劇は面白ければ良いというものではない、子供の心に夢を広げることが大切。そして、この子供たちはいつか大人になるのだから、大人になった時に困らないように、様々なことを教えてあげなければならない」が信念であった。警察沙汰になった少年院を渡り歩いた末に、葉子のもとへやってきた者もいた。刑務所に講演に行った後、葉子の講演を聞いた受刑者の1人が、出所後にたんぽぽに入団を希望したこともあった。1953年（昭和28年）には、活動拠点を長野から葉子の郷里の浜松へと移した。

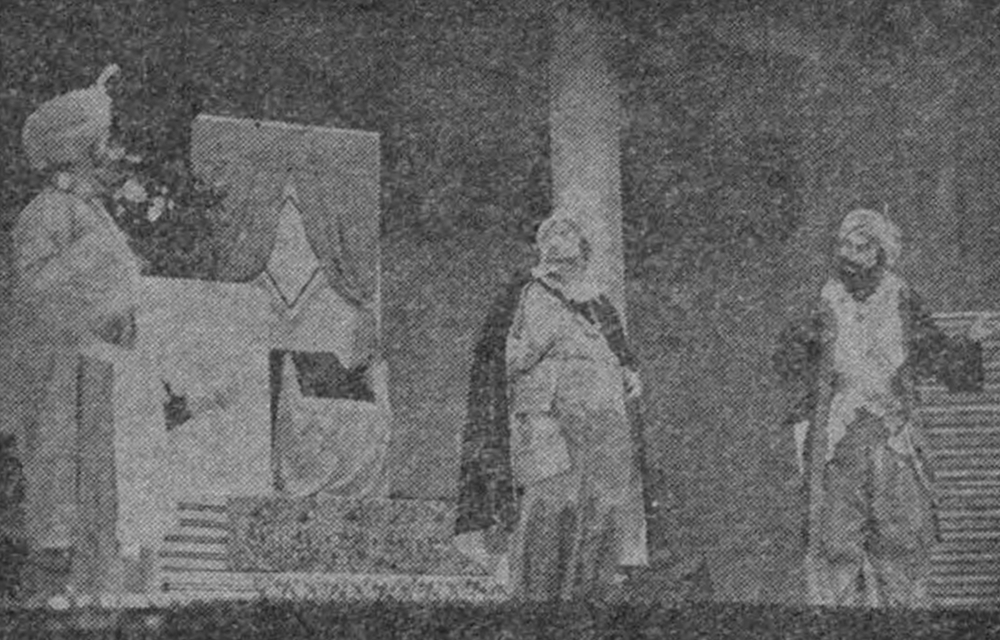
1955年の浜松市公会堂での公演「王様は魔法がお好き」

ありったけの演劇道具を詰めて膨れ上がったリュックを背負い、その姿を露天商の行商と間違われて落胆する劇団員もいたが、葉子は皆を鼓舞して興業を続けた。1956年（昭和31年）には、ある人の好意により、劇団たんぽぽはオート三輪を購入することができた。これにより葉子らは、長年のリュックサックを背負っての興行から解放された。
同1956年、長野県山中の小学校での公演中に、葉子は体の不調を訴え、胃癌が発覚した。早期の発見のために手術は成功したが、葉子は自分の命が長くないと思い込み、自分がいなくても劇団に支障が無いよう、道場作りに動き始めた。翌1957年（昭和32年）、劇団員たちの宿泊場所兼稽古場として「篠ケ瀬道場」が浜松市篠ケ瀬町に建設され、全国的な活動が開始された。
1960年（昭和35年）頃からは、葉子や劇団がテレビや映画に取り上げられ、世間の注目を集めるようになった。同1960年、葉子は日本テレビ『街は明るく - たんぽぽ上京』、フジテレビ『スター千一夜』などにも出演した。
学校では大勢の子供たちが演劇を見に詰めかけ、終演後には「また来てね」と名残惜しそうに、手を振って葉子たちを見送った。葉子は子供たちの祖母ほどの年齢になっても、子供たちにとって人気者であり、舞台の合間の休憩時間には、様々な話を子供たちに聞かせた。かつて自分を再起させたタンポポの花の逞しさを、舞台挨拶で子供たちに説くことも多かった。

### 沖縄公演
1962年（昭和37年）、静岡県での公演中に、観客の1人に、沖縄から静岡の学校に研修に来ていた教員がいた。その教員は、本土の子供たちが素晴らしい演劇を見ることができることに感動し、未だアメリカによる統治下にある沖縄の子供たちに、劇団たんぽぽの劇を見せることを、葉子に依頼した。葉子は快く、沖縄公演を約束した。時代は沖縄返還の10年前であり、当時はまだ沖縄行きのためにはパスポートが必要で、沖縄公演は容易なことではなかったが、葉子の信念は固かった。
沖縄公演の話が進んでいた矢先の翌1963年（昭和38年）、篠ケ瀬道場が火災に遭って全焼した。劇団員たちに被害は無く、知人の好意による仮道場と事務所で劇団活動を続行することができたが、沖縄公演は中止にせざるを得ないとの声が上がった。しかし葉子は、沖縄公演決行の意思を貫き通した。
そんな葉子のもとへは、道場が焼けた後の公演先で多くの子供たちから、見舞いの言葉や金が贈られた。中でも、公演予定の無い遠地からの1通の手紙は一際、葉子の目に留まった。幼い子供からのもので、1枚の50円玉が丁寧に台紙に貼りつけられており、「やっと貯めることができたこの大金を、家を建てたり沖縄に行くのに使ってください」とあった。道場の焼失や多くの見舞いにも泣かずに通した葉子は、この手紙に初めて涙を流した。この子供に留まらず、公演先では同じようなことが続き、「私のお小遣い」といって恥ずかしそうに金を渡す少女、大量の5円玉を紐に通した首輪を葉子の首にかける学校もあり、葉子をさらに涙させた。
同1963年、葉子ら数人が沖縄にわたっての事前交渉を経て、劇団たんぽぽ沖縄後援会が発足して、沖縄公演が実現した。同1963年11月11日には当時のNHKの人気番組『私の秘密』に、「沖縄の子供たちへ演劇を運んで行く者」として、葉子が出演した。このときには放送作家の西沢実が沖縄公演を励ますために作った詩『沖縄にとぶたんぽぽ』を、中村メイコが朗読した。
同1963年11月12日、初の沖縄公演が開始された。本土から離れた沖縄では、葉子らは大歓迎され、新聞、テレビ、ラジオでも大きく報道された。同1963年11月21日に那覇市の城北小学校での開催では、開演前まで騒がしかった数百人の小学校たちが、開演後は次第に舞台に吸いつけられ、文字通り劇に溶け込むほどの反応を示した。終演後は喝采が送られ、「面白かった」「楽しかった」など、初めて見る教育劇に話を弾ませていた。
約4か月間にわたって行われた沖縄公演は、教育界に反響を広げた。以後、沖縄公演は劇団たんぽぽの恒例行事となり、葉子の存命中に1966年（昭和41年）まで3回にわたって行われ、葉子は沖縄で三度の正月を迎えた。葉子の、地味ではあるが文化的な努力は政府筋からも認められ、40万円の援助金まで支給されるに至った。
この沖縄公演の最中の1964年（昭和39年）1月10日、沖縄本島の南部である与那原町の学校で、劇団たんぽぽの人形劇を見に来ようとした小学生2人が、トラックに轢かれて死亡するという事故が発生した。葉子は心を痛め、子供たちを守るための地蔵を作ることを約束した。同1964年6月、葉子は約束通り地蔵を携えて沖縄を訪れ、死亡した子供たちの生地である南風原村（後の南風原町）に、山田真山の設計による地蔵堂が建てられた。このことは各メディアで大きく報道された。この事故を起こしたトラックの運転手は、刑期を終えた後、地蔵堂に詣りたいとの思いから、葉子が沖縄を訪れた後、彼女のもとへ駆けつけた。葉子は喜んで、運転手と共に地蔵堂に詣った。この運転手が劇団員となったのは、その翌日のことであった。
東海道新幹線が開通し、日本が高度経済成長の波に乗ってもなお、1965年（昭和40年）時点で沖縄から静岡への就職者はわずか3人であったが、翌1966年（昭和41年）には葉子の信用から、就職者は約百人に上った。葉子はこの信頼に応えるべく、正月も帰郷できない集団就職者たちの支援も行った。
同1966年3月には浜松市民会館で、総理府の主催による「沖縄と浜松を結ぶ集い」が開催された。参会者は県知事以下の名士、約千人に上った。新聞報道によれば、葉子は「観劇の拍手の渦に取り込まれて立ち往生していた」という。

### 劇団創立20周年 - 女優祭
同1966年（昭和41年）、劇団たんぽぽの創立20周年事業の一つとして、日本の児童演劇の質的向上のための活動拠点として、「青少年演劇センター」の建設が計画された。しかし高度成長期の地元経済界、政界の事情、政治的な沖縄問題などの辛味が問題となった。センターは後の1969年（昭和44年）に一応完成したものの、最終的には不動産会社の所有となり、葉子には多大な借金のみが残される結果となった。
同1966年、創立20周年記念事業の一環として、劇団たんぽぽの北海道公演が企画された。以来、たんぽぽ北海道事務所が開設されて、北海道教育庁の予算で巡回小劇場が実施された。
翌1967年（昭和42年）、葉子は第2回北海道公演の折に、網走刑務所への慰問を申し込んだ。それまで同刑務所での数少ない慰問は高校演劇、民謡、映画などであり、本格的な演劇慰問は劇団たんぽぽが初であったが、刑務所からは「慰問お断り」の連絡が入った。自ら慰問を申し込む者の中には、受刑者と何らかの接触を図る者がおり、今回もその類ではないかと危惧されたことが理由である。葉子は納得できず、自らタクシーを飛ばして刑務所へ向かった。刑務所が葉子の真意と人柄を理解し、疑問は氷解した。慰問の日には、受刑者たちが進んで葉子らの劇の準備を手伝い、劇中では受刑者たちは幼い子供に戻ったかのように大きな反応を見せた。刑務所の係の者が「こんなふうなことは初めて」と言ったほどであった。
翌1968年（昭和43年）7月28日、明治百年を記念する祭典として、社団法人日本演劇協会主催による女優祭が、国立劇場で開催された。日本に女優が誕生して以来の、故人を含む1816名の女優の中から、30名のみの表彰者として、田中絹代や山田五十鈴らといった著名な女優たちと共に、葉子も表彰を受けた。
女優祭の表彰式においては、司会者の高橋圭三が「明治百年女優祭に最も相応しい電報」と紹介し、代表の祝電として1通のみ、網走刑務所職員と収容者一同から葉子宛ての祝電を読み上げた。葉子は、他の大女優ら宛ての祝電が読まれるだろうと思っていたところへ、自分あての祝電が紹介され、驚きながらも起立して頭を下げ、大勢の来客から湧き上がる拍手に包まれた。

### 晩年
1969年（昭和44年）、長年にわたって文化に恵まれない地方を巡演し、日本の少年少女文化の向上に貢献したことを評価されて、第3回吉川英治文化賞を受賞した。
1981年（昭和56年）、劇団たんぽぽの創立35周年記念パーティーが開催され、それに合わせて葉子の80歳の誕生祝も行なわれた。このパーティーの席では、劇団たんぽぽとしての初公演での演目『そら豆の煮えるまで』が上演され、葉子は当時の同じ主人公の少年役として、わずかではあるが20年ぶりに女優を演じた。
1985年（昭和60年）には、児童演劇における女性出演者の活動が男性と比較して未開拓との理由で、児童演劇界の女性の業績を讃えると共に、その積極な活動を期待するものとして「O夫人児童演劇賞」が日本児童演劇協会により設定され、最終審査において満場一致で葉子が受賞者に決定した。劇団結成以来、自ら舞台の先頭に立ち、多くの劇団員の養成と共に、日本全国規模での巡演により児童演劇の創造、普及、振興に貢献したことへの評価である。この授賞式の際、葉子と長年の交流のあった劇団らくりん座の代表（当時）である浅野昤子は、葉子は少し元気が足りないと感じていたという。
翌1986年（昭和61年）1月13日、心筋梗塞のために、浜松市の浜松労災病院で急逝した。満84歳没。同1986年1月19日に、母校の西遠女子学園からの好意により、同学園の岡本記念講堂で劇団葬が執り行われた。

## 没後
葉子の死去から3か月後の同1986年3月22日、浜松市の福祉文化会館で、葉子を偲んでの追悼公演が開催された。劇団全員が「『おふくろ』こと葉子に見てもらいたい」と、死去直後から準備を始めた劇であり、静岡新聞では「迫力満点でユーモアと風刺に富んだ芝居で、会場の共感を呼んだ」と報じられた。
劇団たんぽぽでは、創立者である葉子に劇団の歩む道を見守ってほしいとの思いから、主宰者の席を永久に空席のままにすることが決定された。新たに代表制が敷かれ、山下保が代表に就任した。信濃芸術座の第2回公演を見て感動して劇団入りし、後に葉子の養子となった人物である。山下保の後には、葉子の姪孫にあたる吉岡敏晴が1992年（平成4年）に代表に就任した。
1987年（昭和62年）、母校の西遠女子学園高校の学校図書館に、葉子を始めとする同校卒業生の出版物などを集めたコーナーが設置された。これをきっかけに同校では関連する新聞記事の蒐集が始められ、2年後の1989年（平成元年）3月には1冊の戦後昭和史にまとめられ、学校の後輩たちにとっての貴重な資料となっている。
その後も葉子の業績は、静岡県ゆかりの女性先駆者、静岡の文芸の先駆者として、浜松市鹿谷町の浜松文芸館での館蔵資料特別展「小百合葉子 浜松児童文芸の歩み」（1995年〈平成7年〉1月）、静岡市東草深町での肖像展「道を拓いた女性たち」（同1995年1月）、浜松文芸館での特別収蔵展「自筆から見る 浜松ゆかりの文人たち II」（2014年〈平成26年〉3月）などでも紹介されている。

## 交友関係

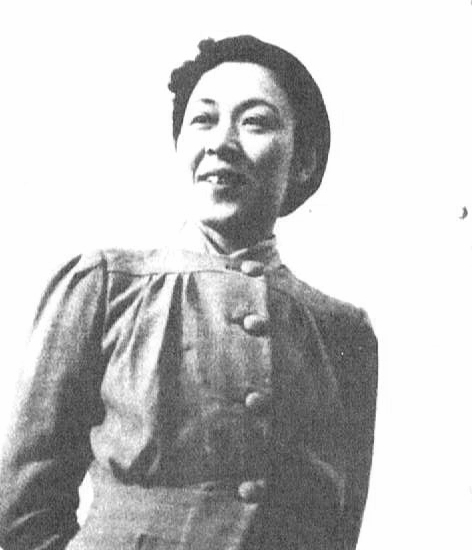
村瀬幸子

新劇女優の村瀬幸子は、戦前の昭和初期から葉子と共に多くの舞台を踏んでおり、葉子の親友と呼べる仲であった。昭和30年代の頃、葉子が村瀬と昔話を楽しみながら、篠ケ瀬道場の建設で出費がかさんでいたことから「お金が欲しいわ」と何気なく漏らすと、村瀬は何も言わずに50万円の小切手を差し出した。当時は映画の入場料が約120円であり、50万円は平成期以降にすれば700万円近い大金になることから、その友情の深さが偲ばれる。
葉子の半生には、何人かの男性も関係している。中でも葉子が晩年に「本当に好きだった相手」として名を挙げているのが、作曲家の堀内敬三である。葉子は堀内に対して、自分を良く見せたいあまりに「郷里で小学校の教員をしていた」と語っていたようで、劇団たんぽぽの観劇校連盟の栞には「郷里で小学校の先生をしていた小百合さん」と書かれた。また堀内も葉子への愛情の証として多くの支援をしており、カフェーでの女給時代には百円の支援をしていた。堀内の作詞作曲によるヒット曲「黒い瞳」も、葉子へ捧げた想いの丈の歌である。1974年（昭和49年）に帝国ホテルで、堀内の喜寿の祝賀会が開催された際には、堀内の妻が「あなたが一番お逢いになりたいと思っておられる方」として葉子を紹介した。脳障害の後遺症による半身不随の堀内は、車椅子姿で優しく手を差し出し、そのバックには「黒い瞳」が流れていた。

## 年譜
- 1901年（明治34年） - 静岡県引佐郡都田村滝沢で誕生[14]。
- 1907年（明治40年） - 滝沢小学校に入学[4]。
- 1914年（大正3年） - 川名小学校を卒業[15]。
- 1918年（大正7年） - 西園実科高等女学校を卒業[4]。
- 1923年（大正12年） - 三重県四日市の林中で自殺未遂。再起後に上京、明治大学の駿台演劇学会に参加[4]。芸名「小百合葉子」を命名される[30]。
- 1929年（昭和4年） - 坪内逍遥に師事し、児童演劇を志す[31]。
- 1932年（昭和7年） - 堀内敬三の指導による『カルメン』で、主役のカルメンを演じる[35]。
- 1935年（昭和10年） - 蝙蝠座、さそり座、演劇座、創作座など多くの劇団に参加し、昭和10年代にかけて活動の場を広げる[4]。
- 1939年（昭和14年） - 翌1940年まで、主に築地小劇場に出演し、『キュリー夫人』の好演などで好評を博す[4]。
- 1941年（昭和16年） - 結核のため熱海で療養[39]。
- 1944年（昭和19年） - 長野県松本市笹部へ疎開[41]。
- 1945年（昭和20年） - 終戦。信濃芸術座の旗揚げ[43]。
- 1946年（昭和21年） - 信濃芸術座を解散、劇団たんぽぽに改組[43]。
- 1947年（昭和22年） - 劇団たんぽぽの旗揚げ公演[4]。
- 1956年（昭和31年） - 胃癌の手術。その後も生涯にわたって5回の手術を受ける[3]。
- 1959年（昭和34年） - 劇団たんぽぽの活動がマスコミに多く取り上げられるようになる[4]。
- 1960年（昭和35年） - 4月24日に日本テレビ『街は明るく』、5月20日にフジテレビ『スター千一夜』に出演[4]。
- 1962年（昭和37年） - 静岡県三ヶ日東中で公演中、沖縄から静岡への研修教員が観劇し、沖縄公演のきっかけとなる[63]。
- 1963年（昭和38年） - 沖縄公演開始[4]。
- 1964年（昭和39年） - 沖縄で交通事故死した子供たちのために地蔵堂を建立[72]。
- 1975年（昭和50年） - 小百合葉子のナレーションによるテレビ静岡『トピヤの船 - ある夏の思い出』が、芸術祭で優秀賞を受賞[13]。
- 1977年（昭和52年） - この年から翌1978年までに、静岡県東部教育事務所より、女子教員の研修のための講演依頼を多く受ける[4]。
- 1986年（昭和61年） - 浜松市の浜松労災病院で、心筋梗塞のため満84歳で急逝[80]。

### 表彰歴
- 1960年（昭和35年） - 静岡県教育功労賞[6]
- 1968年（昭和43年） - 浜松ユネスコ谷口賞[7]、藍綬褒章[6]
- 1969年（昭和44年） - 吉川英治文化賞[8]
- 1980年（昭和55年） - 久留島武彦文化賞[6]
- 1981年（昭和56年） - 浜松市勢功労者賞[6]
- 1982年（昭和57年） - 中日新聞社社会功労賞[1]、勲四等瑞宝章[6]
- 1984年（昭和59年） - 国際ソロプチミスト静岡クラブ千嘉代子賞[6]
- 1985年（昭和60年） - O夫人児童演劇賞[10]

## 評価
葉子が戦後に児童劇団を創立して、長野県下を始め近県で公演したことは、『松本市史』において、戦後いち早く子供の情操教育に寄与したと評価されている。演出家の道井直次は、葉子の中央の演劇界から地方に根ざした児童演劇への転身ぶりを「私たち演劇人の鑑」、中央に依存せず中央に屈しない独立独歩の地方劇団の運営を「全国の地方劇団の範」「全国の児童・青少年たちの希望の灯」と評価している。
児童文学者の望月正子は、戦前は華やかな中央での名声を得ていた葉子が、敗戦直後には敢えてその名声を捨てて、荒廃で荒んだ子供たちのために劇団を興し、長年にわたって日本中を回ったことについて、児童文化の心を学んだと語っており、その半生を1982年（昭和57年）にノンフィクション童話『たんぽぽおばさんの旅』（小学館、ISBN 978-4-09-286019-3）として著している。
沖縄公演時の葉子の評価は、沖縄では神格化されているといっても良いほどであった。ある老女は不治の病気を患っており、何度も死のうと思っていたが、葉子らの劇を見て、「生きることの嬉しさを悟った」と涙した。自分の死後の墓のために密かに金を貯めていた金を残らず葉子らに寄付した老女もいた。ジャーナリストの松尾邦之助は、葉子が幾度も公演で沖縄を訪れていることを、「民間の女性文化大使」「沖縄と本土それぞれの人々の心と心を結ぶ、永遠不変の価値を持つ」と評価している。
沖縄・北方対策庁初代長官の山野幸吉は、沖縄問題の担当局長に就任したばかりの頃、劇団たんぽぽの沖縄公演を通じて、葉子のひたむきな純情と人生に対する限りない熱情、どこまでも貫き通す意志に感服し、そのことで本土政府の取るべき沖縄施策の基本的姿勢を感得したといっても良いほどだったという。
日本児童演劇劇団協議会（後の日本児童・青少年演劇劇団協同組合）の代表幹事であった多田徹は、葉子が沖縄公演時に事故死した子供のために地蔵堂を建てたエピソードについて、「日本の母親の感性と肌の温もりを体現する首尾一貫性に頭が下がる」「児童演劇は芸術である以前に、子供たちを思う子育ての精神が大前提であることを知らされた」と語っている。
こうした評価の一方で、指導者として優れている反面、子供に芝居を届けることを最優先としており、経済的な側面はほとんど考えなかったため、経営者としては優れているとはいえなかった。沖縄公演時も「毎年大幅の赤字」と報じられていた。

## 著作
- 『この世に生きた証を 劇団「たんぽぽ」・二十五年のあゆみ』あすなろ書房、1970年7月1日。 NCID BA38797703。

## 関連作品
- 『雑草の歌 - たんぽぽの花咲くまで』（1960年8月17日、TBS） - 葉子の生涯をテレビドラマ化した作品。葉子役は小夜福子[4]。